# Ричард Уилсън
Ричард Уилсън, известен още като Иан Уилсън (на английски: Ian Colquhoun (Richard) Wilson) е шотландски актьор, театрален режисьор и водещ. Роден е на 9 юли 1936 г. в Грийнок, Шотландия. По-голямата му сестра, Мойра, е тази, която го насочва към актьорството.

## Биография
Като дете посещава курсове по актьорско майстортво към неделното училище, а на 11 години дебютира в ролята на Царя в пиесата „Принцесата и граховото зърно“ в аматьорска актьорска трупа.
Завършва гимназия в Грийнок и след отбиването на военната си служба към Медицинския корпус към Кралската армия в Сингапур, до 27-годишната си възраст работи в лаборатория като научен сътрудник към болница в Глазгоу.
Само за две години се дипломира в Кралската академия по драматично изкуство (RADA). 29-годишен, вече играе в театрални постановки в Единбург, Глазгоу и Манчестър.
Скоро талантът му е забелязан и той получава редица отличия като наградата TMA за най-добър режисьор за 2000 г., а през 1994 г. получава ордена на Британската империя за принос към драматургията (Officer of the Order of the British Empire).
Най-известната му роля е на раздразнителния пенсионер Виктор Мелдрю в комедийния сериал на ВВС „С единия крак в гроба“ (One foot in the grave). В България е известен с ролята си на Гай, придворният лекар, от сериала на ВВС „Приключенията на Мерлин“.
Автор е на хумористичната книга „I don't believe it: Richard Wilson's Book of Absurdities“ (букв. „Не го вярвам: Книгата на абсурдите от Ричард Уилсън“).

## Личен живот
Уилсън е гей и често участва в събития на организации за защита на ЛГБТ гражданите като „Стоунуол“.

## Кариера

### Телевизионни сериали
- Romeo and Juliet (1965) – Капулети
- The World of Peter Rabbit and Friends(1992) – гласът на Г-н МакГрегор
- The Adventures of Sherlock Holmes (TV series) (1985) – Дънкан Рос
- Andy Robson (1982 – 83)
- Born and Bred (2005) – Д-р Доналд Нюман
- Doctor Who – „Доктор Кой“ (2005) – Доктор Константин
- Duck Patrol (1998) – Проф. Роуз
- Emmerdale Farm (1972) – Г-н Хол
- Hot Metal (1988) – Дики Липтън
- King of Fridges (2004) – Франк
- Father Ted
- Inspector Morse
- Mr Bean – „Мистър Бийн“ – зъболекар
- Gulliver's Travels (TV miniseries)
- My Good Woman (1972)
- Life as we know it (2001) – Алекс Камерън
- Rentaghost
- Normal Service (1988)
- One Foot in the Grave – „С единия крак в гроба“ (1990 – 2000) – Виктор Мелдрю
- High Stakes (2001) – Брус Мортън
- Only When I Laugh (TV series)
- A Sharp Intake Of Breath
- Tutti Frutti (1987) – Еди Клокърти
- Cluedo (1991)
- Some Mothers Do 'Ave 'Em – като застраховател
- Star Portraits with Rolf Harris.
- Jeffrey Archer: The Truth – принц Филип, Дюк на Единбург
- Crown Court (TV series) (70-те) – като адвокат
- Thank God You're Here (UK TV series)
- Reichenbach Falls (2007) – Артър Конан Дойл
- Kingdom (2007 – 2008) – Проф. Баркуей
- Merlin (TV series)/„Приключенията на Мерлин“ (2008 – 2010) – Гай
- Demons (TV Series)/ „Демони“ (2009) – Отец Симеон
- Britain's Best Drives
- The F Word – като себе си
- Would I lie to you?
- New Tricks (2009) – Отец Бернар

### Филми
- A Dry White Season (1989) – Клот
- A Passage to India (1984) – Търтън
- Carry On Columbus (1992) – дон Хуан Фелипе
- Fellow Traveller (1989) – сър Хюго Армстронг
- How to Get Ahead in Advertising
- Prick Up Your Ears (1987) – психиатър
- Soft Top, Hard Shoulder (1993) – чичо Салваторе
- The Man Who Knew Too Little (1997) – сър Роджър Дагенхърст
- Women Talking Dirty (1999) – Роналд
- Whoops Apocalypse (1986)

### Театрални роли
- Twelfth Night/ „Дванайсета нощ“ по Шекспир – Малволио
- Whipping it Up
- What the Butler Saw – Д-р Ранс
- Peter Pan – Г-н Дарлинг/ Капитан Кук
- Waiting for Godot/ „В очакване на Годо“ – Владимир
- Uncle Vanya / „Вуйчо Ваньо“ – Ваньо
- The Woman Before (Май 2005)
- East Coast Chicken Supper (2005)
- Rainbow Kiss (Април 2006)
- A Wholly Healthy Glasgow (1988/89)

### Режисьор
- Great Performances (2008)
- Primo (2005, 2007)
- The play on one (1990)
- Play for today (1982 – 1984)